# Daigny
Daigny är en kommun i departementet Ardennes i regionen Grand Est (tidigare regionen Champagne-Ardenne) i nordöstra Frankrike. Kommunen ligger  i kantonen Sedan-Est som ligger i arrondissementet Sedan. År 2022 hade Daigny 358 invånare.

## Befolkningsutveckling
Antalet invånare i kommunen Daigny
Referens: INSEE